# Phellocalyx vollescenii
Phellocalyx vollescenii är en måreväxtart som beskrevs av Diane Mary Bridson. Phellocalyx vollescenii ingår i släktet Phellocalyx och familjen måreväxter. Inga underarter finns listade i Catalogue of Life.